# Jerzy Merkel
Georges Merkel (né Jerzy Merkel à Lemberg, royaume de Galicie et de Lodomérie, Empire austro-hongrois, le 5 juin 1881 et mort à Vienne le 24 novembre 1976) est un peintre autrichien.
Issu d'une famille modeste, Georges Merkel gagne sa vie en décorant des appartements et commence son apprentissage artistique dans l’école des Arts Décoratifs de Łódź avec Józef Mehoffer et Stanisław Wyspiański. En 1903, grâce au soutien financier d'un ami, il entre aux Beaux-Arts de Cracovie et sera décoré d’une médaille d'argent deux ans plus tard. 
Très tôt, Paris, la ville des grands maîtres du classicisme, l'attire. Il y arrive en 1905.